# Eupholidoptera
Eupholidoptera is een geslacht van rechtvleugeligen uit de familie sabelsprinkhanen (Tettigoniidae). De wetenschappelijke naam van dit geslacht is voor het eerst geldig gepubliceerd in 1953 door Maran.

## Soorten
Het geslacht Eupholidoptera omvat de volgende soorten:
- Eupholidoptera akdeniz Ünal & Naskrecki, 2002
- Eupholidoptera anatolica Ramme, 1930
- Eupholidoptera annamariae Nadig, 1985
- Eupholidoptera annulipes Brunner von Wattenwyl, 1882
- Eupholidoptera astyla Ramme, 1927
- Eupholidoptera cephalonica Willemse & Willemse, 2004
- Eupholidoptera chabrieri Charpentier, 1825
- Eupholidoptera cretica Ramme, 1951
- Eupholidoptera cypria Ramme, 1951
- Eupholidoptera demirsoyi Salman, 1983
- Eupholidoptera epirotica Ramme, 1927
- Eupholidoptera excisa Karabag, 1952
- Eupholidoptera femorata Çiplak, 1999
- Eupholidoptera feri Koçak & Kemal, 2010
- Eupholidoptera forcipata Willemse & Kruseman, 1976
- Eupholidoptera gemellata Willemse & Kruseman, 1976
- Eupholidoptera giuliae Massa, 1999
- Eupholidoptera helina Çiplak, 2009
- Eupholidoptera hesperica La Greca, 1959
- Eupholidoptera icariensis Willemse, 1980
- Eupholidoptera jacquelinae Tilmans, 2002
- Eupholidoptera karabagi Salman, 1983
- Eupholidoptera krueperi Ramme, 1930
- Eupholidoptera kykladica Çiplak, Heller & Willemse, 2009
- Eupholidoptera latens Willemse & Kruseman, 1976
- Eupholidoptera ledereri Fieber, 1861
- Eupholidoptera leucasi Willemse, 1980
- Eupholidoptera lyra Uvarov, 1942
- Eupholidoptera marashensis Salman, 1983
- Eupholidoptera mariannae Willemse & Heller, 2001
- Eupholidoptera megastyla Ramme, 1939
- Eupholidoptera mersinensis Salman, 1983
- Eupholidoptera palaestinensis Ramme, 1939
- Eupholidoptera pallipes Willemse & Kruseman, 1976
- Eupholidoptera peneri Kaltenbach, 1969
- Eupholidoptera prasina Brunner von Wattenwyl, 1882
- Eupholidoptera sevketi Ramme, 1933
- Eupholidoptera smyrnensis Brunner von Wattenwyl, 1882
- Eupholidoptera spinigera Ramme, 1930
- Eupholidoptera tahtalica Uvarov, 1949
- Eupholidoptera tasheliensis Çiplak, 1999
- Eupholidoptera tauricola Ramme, 1930
- Eupholidoptera tucherti Harz, 1988
- Eupholidoptera unimacula Karabag, 1956
- Eupholidoptera uvarovi Karabag, 1952
- Eupholidoptera werneri Ramme, 1951